# Тихо вино
Тихи вина са бели, розови и червени вина, при които според българския Закон за виното и спиртните напитки (Обн., ДВ., бр. 86 от 1 октомври 1999 г.) съдържанието на въглеродния диоксид не превишава 2 грама на литър. В условията на нормално атмосферно налягане те са ненаситени разтвори на въглеродния диоксид. Поради това те не отделят мехурчета (не играят) и не образуват пяна (не са пенливи) при отваряне на бутилката и наливането им в чаша.
За разлика от тях шумящи са вината, които в резултат на първична или вторична алкохолна ферментация или чрез добавяне на въглероден диоксид се характеризират с отделяне на въглероден диоксид при отваряне на съда, в който се съхраняват. Шумящите вина са пенливи и искрящи.

## Типове тихи вина
Типът на тихите вина се определя от съдържанието на остатъчна захар. Според захарното си съдържание тихите вина се подразделят на следните видове.
- Сухи – със захарно съдържание до 4 грама на литър; допуска се захарното съдържание да бъде до 9 грама на литър, при условие че то не надвишава съдържанието на титруеми киселини във виното с 2 грама на литър.

- Полусухи – със захарно съдържание от 4 до 12 грама на литър; допуска се захарното съдържание да бъде до 18 грама на литър, при условие че съдържанието на титруеми киселини, изразено в грамове на литър, събрано с числото 10, не надвишава захарното съдържание на виното.

- Полусладки – със захарно съдържание от 12 до 45 грама на литър.

- Сладки – със захарно съдържание над 45 грама на литър.